# Fiamme di gelosia
Fiamme di gelosia (Doctors' Wives) è un film del 1931, diretto da Frank Borzage. La sceneggiatura si basa sul romanzo Doctors' Wives di Henry e Sylvia Lieferant, pubblicato a New York il 3 maggio 1930. Prodotto e distribuito dalla Fox Film Corporation, aveva come interpreti Warner Baxter, Joan Bennett, Victor Varconi.

## Produzione
Le riprese del film, prodotto dalla Fox Film Corporation, durarono dal 17 dicembre 1930 al 23 gennaio 1931.

## Distribuzione
Il copyright del film, richiesto dalla Fox Film Corp., fu registrato il 28 febbraio 1931 con il numero LP2044.
Distribuito dalla Fox Film Corporation, il film uscì nelle sale cinematografiche statunitensi il 15 marzo 1931. In Italia, distribuito dalla Fox, ottenne - con riserva ("Togliere ogni scena dialogata o comunque parlata in lingua straniera" - il visto di censura numero  27233 del 31 maggio 1932.